# Scorias spongiosa
Scorias spongiosa är en svampart som först beskrevs av Ludwig David von Schweinitz, och fick sitt nu gällande namn av Elias Fries 1832. Scorias spongiosa ingår i släktet Scorias och familjen Capnodiaceae.   Inga underarter finns listade i Catalogue of Life.